# Levervlek (aandoening)
Een levervlek of ouderdomsvlek is een lekenterm voor egaal en licht gepigmenteerde, scherp begrensde vlekken in de opperhuid, met name in het gelaat en op de rug van hand en onderarm, die veel aan zonlicht zijn blootgesteld. De pigmentvlekken komen vooral voor bij blanke mensen vanaf middelbare leeftijd. De medische naam is lentigo senilis/solaris, meervoud lentigines. Ze worden soms ontsierend gevonden, maar ze zijn in principe goedaardig.
Tachtig procent van de mensen boven 65 jaar heeft er minstens één.
Soms kunnen er in een levervlek kwaadaardige cellen ontstaan. De afwijking gaat dan over in een lentigo maligna. Bij twijfel verdient het aanbeveling gepigmenteerde huidplekjes aan een arts te laten zien om geen melanoom te missen.